# Poison (Nicole Scherzinger)
Poison is een single van de ex-leadzangeres van de Pussycat Dolls, Nicole Scherzinger.

## Achtergrond
In augustus 2010 werd de Zweedse electropopproducent RedOne geïnterviewd door de BBC. In het interview onthulde hij dat hij aan Scherzingers album had gewerkt. Poison was voor het eerst te beluisteren op haar officiële YouTube-pagina, op 14 oktober 2010. Het nummer werd vervolgens op 28 november 2010 uitgebracht in het Verenigd Koninkrijk. 

## Compositie
Poison, geproduceerd door RedOne, kan worden gekarakteriseerd als dancepop en synthpop. In het nummer is een pulserende beat aanwezig, die vergelijkbaar is met de beat in het lied "Toxic" van Britney Spears. Ook de tekst is wel vergeleken met die van "Toxic".